# Fujiwara no Tashi
Fujiwara no Tashi, född 1140, död 1202, var en kejsarinna, gift med kejsar Konoe och kejsar Nijō. Hon är den enda kvinna som varit Japans kejsarinna två gånger, gift med två olika kejsare, och kallades därför "Två Generationers kejsarinna". 